# Fédération canadienne des municipalités
La Fédération canadienne des municipalités (FCM) est un groupe de défense des intérêts des citoyens représentant les municipalités canadiennes. C’est un organisme qui n’a pas de pouvoir officiel, mais qui est capable d’influencer le débat et les orientations, puisqu’il s’agit d’un groupe de lobbying national majeur composé de maires, de conseillers et d’autres élus municipaux. La FCM négocie avec les ministères et les organismes du gouvernement du Canada au nom des municipalités et elle administre un certain nombre de fonds.  

## Historique
En 1901, l’Union canadienne des municipalités a été formée dans le but de défendre les intérêts des gouvernements municipaux. Une autre association, la Conférence des maires du Dominion, a été créée en 1935.
En 1937, ces deux associations ont fusionné pour former la Fédération canadienne des maires et des municipalités, qui, en 1976, a été renommée la Fédération canadienne des municipalités.
La FCM a joué un rôle majeur dans la négociation du Pacte pour les villes et les collectivités avec le gouvernement fédéral en 2005, qui prévoit que la taxe fédérale sur l’essence au Canada sera versée aux municipalités.

## Personnel
L'ex-chef national du Nouveau Parti démocratique, Jack Layton, est un ancien président de la FCM. Le président actuel de l’organisme est Hans Cunningham, directeur du District régional de Central Kootenay (Colombie-Britannique).

## Réalisations
Grâce à la FCM, les municipalités reçoivent chaque année 2 milliards de dollars dans le cadre du Fonds fédéral permanent de la taxe sur l’essence. Au cours des 20 prochaines années, le transfert de la taxe sur l’essence apportera 40 milliards de dollars aux villes et aux collectivités.
Une campagne de promotion efficace a permis d’obtenir des fonds fédéraux pour réduire le déficit des infrastructures municipales de 123 milliards de dollars. Dans le budget de 2009, le gouvernement fédéral s’est engagé à contribuer en mode accéléré une somme de plus de 12 milliards de dollars pendant deux ans en argent neuf pour répondre aux priorités municipales en matière d’infrastructures.
En 2010-2011, une municipalité recevra 89,28 $ par habitant en remboursement de la TPS et du Fonds de la taxe sur l’essence. Les droits d’adhésion à la FCM ne sont que de 0,125 cent par habitant.  

## Développement durable
Le Fonds municipal vert (FMV) de la FCM accorde des subventions et des prêts à un taux inférieur au taux du marché et il offre des services d’éducation et de formation pour appuyer les initiatives municipales visant à améliorer la qualité de l’air, de l’eau et du sol et protéger le climat.[réf. nécessaire]

## Engagement mondial
Depuis 1987, le service international de la FCM a aidé plus de 200 municipalités et associations canadiennes à s’engager envers la coopération pour le développement dans plus de 40 pays, en Asie, en Afrique, au Moyen-Orient, en Amérique latine et dans les Caraïbes.